# اگنس یوانده ساوج
اگنس یوانده ساوج (زادهٔ ۲۱ فوریه ۱۹۰۶ – درگذشته در ۷ سپتامبر ۱۹۶۴) پزشک نیجریه‌ای-اسکاتلندی و نخستین زن اهل آفریقای غربی بود که در پزشکی آموزش دید و فارغ‌التحصیل شد.
ساوج نخستین زن اهل آفریقای غربی بود که مدرک دانشگاهی در رشته پزشکی دریافت کرد. او در سال ۱۹۲۹، در سن ۲۳ سالگی، با رتبه عالی از دانشگاه ادینبرو فارغ‌التحصیل شد. در سال ۱۹۳۳، ادنا الیوت-هورتون، فعال سیاسی اهل سیرالئون و پیشگام در آموزش عالی، دومین زن اهل آفریقای غربی شد که از دانشگاه فارغ‌التحصیل شد و نخستین زنی بود که در رشته هنرهای آزاد مدرک کارشناسی گرفت.

## زندگی‌نامه

### اوایل زندگی و تحصیلات
ساوج در ۲۱ فوریه ۱۹۰۶ در ادینبرو، اسکاتلند زاده شد. پدرش، ریچارد آکینوانده ساوج، یک پزشک، ناشر روزنامه و از نوادگان کریول‌های سیرالئون بود که در سال ۱۹۰۰ از دانشگاه ادینبرو فارغ‌التحصیل شد. مادرش، مگی اس. بویی، از طبقه کارگر اسکاتلندی بود. برادرش، ریچارد گابریل آکینوانده ساوج نیز پزشک بود و در سال ۱۹۲۶ از ادینبرو فارغ‌التحصیل شد.
ساوج در سال ۱۹۱۹ در آزمون ورودی کالج سلطنتی موسیقی پذیرفته شد و بورسیه‌ای برای تحصیل در دبیرستان بانوان جرج واتسون دریافت کرد. او در آنجا جایزه‌ای برای «برتری عمومی در کار کلاسی» دریافت کرد و گواهی فارغ‌التحصیلی آموزش عالی اسکاتلند را با موفقیت کسب کرد.
او وارد دانشگاه ادینبرو شد و در رشته پزشکی تحصیل کرد. ساوج در سال چهارم پزشکی در تمامی دروس با رتبه ممتاز قبول شد، جایزه‌ای در «بیماری‌های پوستی» و مدالی در «پزشکی قانونی» دریافت کرد و نخستین زنی در تاریخ ادینبرو شد که به چنین موفقیتی دست می‌یافت. او در سال ۱۹۲۹، جایزه یادبود «دوروتی گیلفیلان» را به‌عنوان برترین فارغ‌التحصیل زن دریافت کرد.

### حرفه پزشکی و میراث

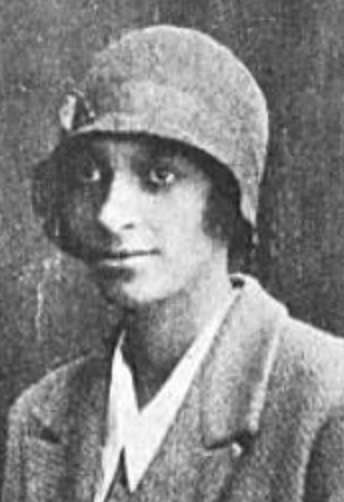
اگنس یوانده ساوج

ساوج در حرفه خود با موانع جنسیتی و نژادی در نهادهای استعماری مواجه شد. پس از فارغ‌التحصیلی، به سرویس پزشکی استعماری در ساحل طلا (غنا) پیوست و به‌عنوان پزشک ارشد مشغول به کار شد. اگرچه صلاحیت علمی او از بسیاری از همتایان مردش بالاتر بود، اما مزایای کمتری دریافت می‌کرد.
در سال ۱۹۳۱، مدیر کالج آچیموتا از او برای تدریس و طبابت دعوت کرد. به توصیه مدیر کهدالک گاردن فریزر نام داشت، دولت استعماری قرارداد بهتری به او ارائه داد. ساوج چهار سال به‌عنوان پزشک و معلم در آچیموتا کار کرد. در این دوره، او با سوزان دی گرافت-جانسون که سرپرست مدرسه دخترانه بود، همکاری داشت. جانسون که اغلب با ساوج در درمانگاه کار می‌کرد، بعدها در دانشگاه ادینبرو در رشته پزشکی تحصیل کرد و نخستین پزشک زن اهل غنا شد. یکی دیگر از پیشگامان پزشکی زنان در آفریقای غربی که در آچیموتا و دانشکده پزشکی دانشگاه ادینبرو تحصیل کرد، ماتیلدا جی. کلرک بود. او نخستین زن غنایی بود که بورسیه دانشگاهی دریافت کرد، دومین پزشک زن غنا و چهارمین زن آفریقای غربی شد که در رشته پزشکی آموزش دید.
پس از ترک آچیموتا، ساوج به سرویس پزشکی استعماری بازگشت و امتیازات بهتری دریافت کرد. او مسئول کلینیک‌های سلامت نوزادان در بیمارستان آموزشی کورله-بو در آکرا شد. هم‌زمان، به‌عنوان پزشک ارشد بخش زنان و زایمان بیمارستان و سرپرست خوابگاه پرستاران منصوب شد. ساوج بر تأسیس مدرسه آموزش پرستاری کالج آموزش پرستاری کورله-بو نظارت داشت، جایی که یکی از بخش‌های بیمارستان به نام او نام‌گذاری شد.

## درگذشت
ساوج در سال ۱۹۴۷، به دلیل «خستگی جسمی و روانی»، به‌طور زودهنگام بازنشسته شد و باقی عمر خود را در اسکاتلند، صرف پرورش خواهرزاده و برادرزاده‌اش کرد. او در ۷ سپتامبر ۱۹۶۴، در سن ۵۸ سالگی، بر اثر سکته مغزی، در بیمارستان سنت پل، همل همپستد در انگلستان درگذشت.

## یادداشت
1. ↑  گزارشی در روزنامه از مراسم فارغ‌التحصیلی چنین نوشته بود: «در میان ۹۵ فارغ‌التحصیل پزشکی، بانویی جوان از آفریقای غربی با نام اگنس یوانده ساوج حضور داشت که پدرش نیز پزشک است. او دو جایزه‌ای را که به برجسته‌ترین دانشجوی زن سال اهدا می‌شد، دریافت کرد و موفقیت او، با توجه به استقبال پرشور هم‌دانشگاهی‌هایش، بسیار محبوب بود.»